# Revedoli
Il canale Revedoli è un corso d'acqua della provincia di Venezia che scorre unicamente nel comune di Eraclea. Alimentato da una parte delle acque del Livenza, rappresenta un tratto dell'idrovia Litoranea Veneta, un percorso di canali navigabili che collega la laguna Veneta alla laguna di Grado.
Presenta acque salmastre che risentono fortemente delle maree.

## Percorso
È il prosieguo del canale Largon il quale assume il nome Revedoli dopo essere entrato in comune di Eraclea. Scorre sostanzialmente da est a ovest parallelamente alla costa veneziana e sfocia nel Piave di fronte a Cortellazzo. Sulla riva destra sorgono la frazione Torre di Fine e la località Revedoli.
Il canale è legato alle opere della bonifica di Eraclea. A sud del suo corso, in particolare, venne realizzata la bonifica di valle Livenzuola dove in tempi recenti si è sviluppata Eracleamare, noto centro balneare.

## Inquinamento e utilizzi
Il Revedoli ha acque considerate di buona qualità ambientale, utilizzate, grazie ad alcune derivazioni, per l'irrigazione.

## Fauna
Nelle sue acque la fauna è molto variegata. I pesci presenti sono: la carpa, il carassio il cefalo, l'alborella ed il vairone Presente anche la gallinella d'acqua.